# Baranyaszentgyörgy, Baranya
Baranyaszentgyörgy este un sat în districtul Hegyhát, județul Baranya, Ungaria, având o populație de 137 de locuitori (2011). 

## Demografie
Componența etnică a satului Baranyaszentgyörgy
     Maghiari (86,43%)
     Romi (10,71%)
     Germani (2,86%)
Componența confesională a satului Baranyaszentgyörgy
     Romano-catolici (62,04%)
     Fără religie (8,03%)
     Reformați (5,11%)
     Necunoscută (24,82%)
Conform recensământului din 2011, satul Baranyaszentgyörgy avea 137 de locuitori. Din punct de vedere etnic, majoritatea locuitorilor (86,43%) erau maghiari, existând și minorități de romi (10,71%) și germani (2,86%).  Din punct de vedere confesional, majoritatea locuitorilor (62,04%) erau romano-catolici, existând și minorități de persoane fără religie (8,03%) și reformați (5,11%). Pentru 24,82% din locuitori nu este cunoscută apartenența confesională.